# Дзагоев, Рамазан Ахсарбекович
Рамаза́н Ахсарбе́кович Дзаго́ев (осет. Зӕгъойты Ӕхсарбеджы фырт Рамазан; 3 октября 1957, Беслан, Северо-Осетинская АССР — 1994) — Заслуженный тренер России по вольной борьбе (1987), мастер спорта.

## Биография
Рамазан Дзагоев родился 3 октября 1957 года в городе Беслан Правобережного района Северной Осетии — Алании.
В 1980 году он окончил Киевский институт физической культуры и работал тренером по вольной борьбе в школе высшего спортивного мастерства при Государственном комитете по физической культуре и спорту СОАССР.
Р. Дзагоев подготовил двух мастеров спорта международного класса: чемпиона мира и Европы среди юношей (1987), чемпиона Азиатских игр и серебряного призёра чемпионата Европы (1991) Олега Наниева и чемпиона Европы Сослана Фраева.
Дзагоев умер в 1994 году.